# Ester Cullblom
Ester Amanda Cullblom, född 3 februari 1932 i Ohtanajärvi i Korpilombolo församling, död 2 januari 2018 i Luleå domkyrkodistrikt, var en svensk (tornedalsk) författare. Ester Cullblom utbildade sig först till folkskollärare och senare till talpedagog men fortsatte med akademiska studier vid Umeå universitet, där hon blev filosofie kandidat 1972 och filosofie licentiat 1994. Hon gjorde skönlitterär debut vid 72 års ålder med romanen Kejsarinnan av Kummavuopio om Olga Raattamaa i Kummavuopio, Sveriges nordligaste bosättning.

### Skönlitteratur
- Kejsarinnan av Kummavuopio. Luleå: Black Island Books. 2004. Libris 9686990. ISBN 91-975047-1-8 (inb.)
- Första tvättmaskinen i Ohtanajärvi. Luleå: Black Island Books. 2005. Libris 9991729. ISBN 91-975047-2-6 (inb.)
- Berta och byn. Luleå: Black Island Books. 2007. Libris 10645368. ISBN 978-91-976741-6-4 (inb.)

### Facklitteratur
- Grundskoleelevers attityder till kamrater med tal som bedömningsgrund. Umeå: Univ. 1978. Libris 916317
- Den tidiga invandrarundervisningen i Eskilstuna: kort historik baserad på intervjuer och arkivstudier. Arbetsrapport / Lärarutbildningarna, Högskolan i Luleå, 1100-2077 ; 5. Luleå: Högsk. 1989. Libris 859418
- Cullblom Ester, Lindberg Siw, Nyberg Sven, Bergström Allan, red (1993). Det kreativa arbetslaget: rapport från ett forsknings- och utvecklingsprojekt. Arbetsrapport / Lärarutbildningarna, Högskolan i Luleå, 1100-2077 ; 1993:11. Luleå: Högskolan. Libris 1857250
- Värdera eller värderas: empirisk studie i självuppfattning bland tornedalingar. Licentiatavhandlingar vid Pedagogiska institutionen, Umeå universitet, 0283-9997 ; 8. Umeå: Pedagogiska institutionen, Umeå univ. 1994. Libris 7616084. ISBN 91-7174-891-1
- Cullblom, Ester; Erixon Siv (1996). Män styr och kvinnor flyr Tornedalen: kvinnliga strategier i en värld av manlig maktdominans. Rapportserie / Länsstyrelsen i Norrbottens län, 0283-9636 ; 1996:13. Luleå: Länsstyr. Libris 2212872
- Vi pigade i Tornedalen: finska kvinnors erfarenheter av att arbeta som pigor i 50-talets Tornedalen. Rapportserie / Länsstyrelsen i Norrbottens län, 0283-9636 ; 1999:9. Luleå: Länsstyr. i Norrbottens län. 1999. Libris 2907722